# Friedrich Wilhelm Gustav Bruhn
Friedrich Wilhelm Gustav Bruhn (* 11. November 1853 in Lübeck; † 1927 in Berlin) war ein deutscher Unternehmer und Erfinder.

## Leben

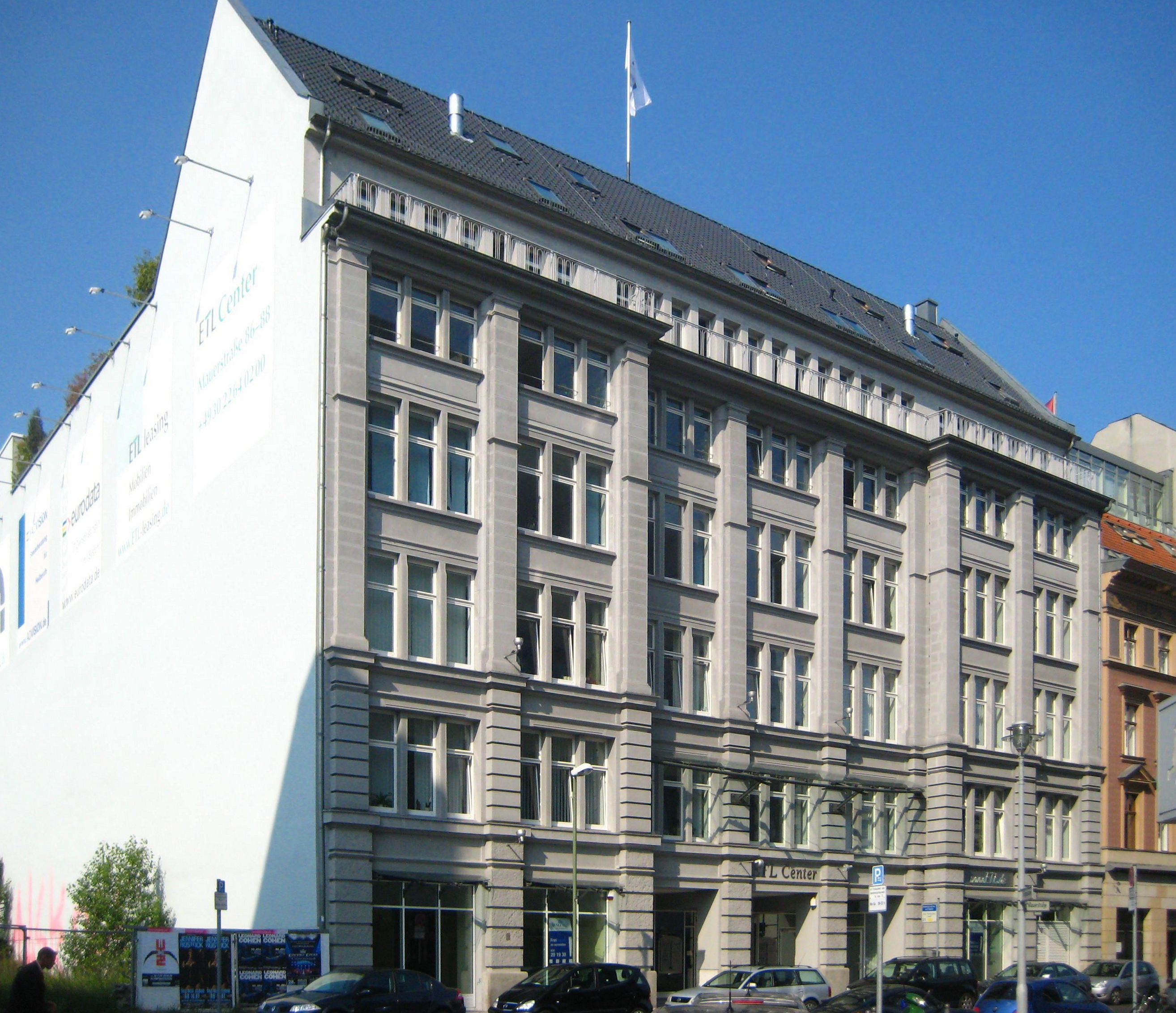
Berliner Firmensitz von Westendarp & Pieper, Mauerstraße 86/88

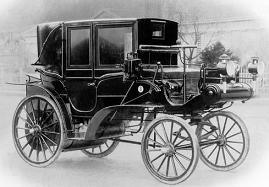
1897 Daimler Victoria war das erste mit Benzin betriebene Taxi mit einem Taxameter

Wilhelm Bruhn war Sohn des Christian August Thomas Bruhn. Er besuchte das Katharineum zu Lübeck bis zum Abitur Ostern 1874.
Er gilt als Erfinder des modernen Taxameters für Personentransporte, nach dem das Taxi benannt ist. Er wurde zunächst Mitarbeiter im Ingenieurbüro Westendarp & Pieper Hamburg, das er nach dem Tod von Georg Westendarp 1902 übernahm und an der Adresse Mauerstraße 86/88 in Berlin zur Fabrik für Präzisions-Messapparate machte. Er war Inhaber zahlreicher Patente in Europa und den USA.
Die ersten Taxameter Bruhns wurden in den 1880er-Jahren als Fahrpreis-Anzeiger auf Pferdedroschken montiert. Sie maßen die Radumdrehungen. Bruhn wandte viel erfinderische Mühe auf, um die Manipulation des Zählers durch den Fahrer zu verhindern, und hatte damit Erfolg bei den Fahrzeugbesitzern. 1897 wurde das von Wilhelm Maybach entwickelte Kraftfahrzeug-Modell Daimler Viktoria mit dem Bruhnschen Taxameter ausgerüstet. Mit zunehmender Motorisierung wuchs die internationale Bedeutung der Erfindung. Später entwickelte Bruhn Tachometer und Höhenmesser für die Luftfahrt.
Aufgrund der Entwicklung der Luftfahrt wuchsen die Bruhn-Werke GmbH zu einem Unternehmen mit ca. 3000 Mitarbeitern und bedeutenden Standorten in Eisfeld und Schalkau in Thüringen. Sie bestanden bis 1945 und wurden dann von der sowjetischen Militäradministration aufgelöst, die Anlagen wurden demontiert.
Wilhelm Bruhn war verheiratet und hatte drei Kinder. Seine Tochter Adele (Ada) Bruhn war seit 1913 mit dem Architekten Ludwig Mies van der Rohe verheiratet und hatte mit ihm drei Töchter, darunter Georgia van der Rohe. Sein Sohn Wolfgang Bruhn war Kunsthistoriker in Berlin und der Vater von Johanna Quandt. Die älteste Tochter Hanna Margareta (Greta) war die Mutter von Walther Benser.

## Erfindungen und  Produkte (Auswahl)
- Taxameter Bruhn, 1892 Berlin,
- Kontrolluhr für Fahrzeuge und Maschinen aller Art, Bruhn's Rekord
- Registrierapparat mit Vollkontrolle „Was War Wann“ Original Bruhn

Einige deutschsprachige Patente:
- Motorfahrrad Patent AT101743B
- Geschwindigkeitsmesser AT78841B
- Anzeigevorrichtung für mit beliebigen Unterbrechungen umlaufende Wellen AT74300B
- Registrierapparat für Fuhrwerke und dgl. AT68600B
- Taxameter AT68599B
- Fahrpreisanzeiger mit verschiedenen Zeittaxen AT59213B
- Vorrichtung zur Sicherung der Eingriffslage des Sternrades, welches die Drehung eines Wagenrades auf einen *Fahrpreisanzeiger, Geschwindigkeitsmesser od. dgl. überträgt AT49843B
- Sicherheitsvorrichtung für die Registrierwerke an Taxametern AT49538B
- Geschwindigkeitsmesser CH84294A
- Warenmessvorrichtung fuer Webstuehle DE457561
- Fahrpreisanzeiger DE421293[2]
- Stromverbrauchskontrollvorrichtung DE368098